# Aero A-34 Kos
Aero A-34 Kos:s.85 byl lehký školní, turistický a sportovní dvouplošník vyráběný v Československu začátkem 30. let 20. století. Dvoumístný dvouplošník smíšené konstrukce vznikl na konci dvacátých let v továrně Aero v Praze-Vysočanech. Bylo vyrobeno pouze jedenáct kusů, většinou s hvězdicovými motory různých typů a výkonnosti.

## Vznik a vývoj

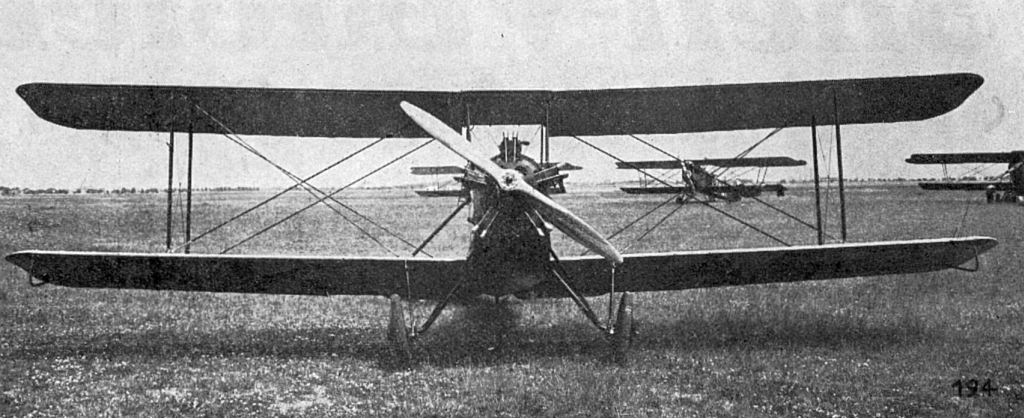
Čelní pohled na Aero A-34 (1929)

Typ byl navržen v roce 1929 pro účast v Challenge International de Tourisme 1929. Jednalo se o konvenční dvouplošník zkonstruovaný ze dřeva a potažený plátnem a překližkou,:s.86 vzhledem a koncepcí připomínající britský de Havilland Gipsy Moth. Trup se skládal ze 4 dřevěných nosníků, které byly spojeny rámovými výztuhami a krycí dýhou. Křídla A-34 byla řešena jako sklopná vzad, což snižovalo nároky na plochu při hangárování a umožňovalo aby letoun, který měl se sklopenými křídly šířku jen 2,91 m, mohl být vlečen na letiště a zpět za automobilem v běžném provozu. Prototyp byl poháněn motorem Walter Vega o výkonu 85 k (62 kW), ale konstrukce od počátku počítala i s možností použití dalších pohonných jednotek. Motor se dal i s motorovým ložem snadno oddělit od trupu (připojení pouze 4 čepy) a nahradit jiným typem motoru. Bylo např. uváděno 5 typů hvězdicových motorů Walter: NZ-60/70, NZ-85/95, NZ-120/130, Vega a Venus, z nichž některé byly uplatněny u pozdějších verzí A-34J a A-134, která se dále odlišovala kovovou kostrou trupu.:s.86
Továrna Aero se snažila oba typy (A-34 a A-134) uplatnit na trhu se sportovními letadly v Československu, ale i ve Finsku a v Polsku, jenže bez většího úspěchu. Letouny A-34 a A-134 byly vyráběny v letech 1929-1935.

## Popis letounu
Aero A-34 byl dvoumístný jednomotorový vzpěrový dvouplošník. Kostra křídel vyrobená ze dřeva byla potažena plátnem, zatímco pevné ocasní plochy a trup vyrobené rovněž ze dřeva byla potaženy překližkou. Pozdější provedení A-134 mělo již kostru vyrobenu z ocelových trubek a ta byla potažena kombinací duralového plechu a plátna. Oba pilotní prostory v tandemovém uspořádání byly otevřené a částečně chráněné větrnými štítky. Trubkový podvozek pevný, odpérovaný s ostruhou na zádi.  Křídla byla dosti vysoko nad sebou, takže při poměrně štíhlém trupu dovolovala snadný přístup do sedadla žáka, umístěného v těžišti pod horní nosnou plochou. Celý baldachýn nad sedadlem byl vyplněn nádrží paliva.
Drak letounu A-34 byl dostatečně dimenzován, aby "unesl" i výkonnější motory. Ještě v roce 1929 byl do letounu zabudován hvězdicový sedmiválec Walter Venus o výkonu 110 k (81 kW) a také hvězdicový devítiválec Walter NZ-130 o výkonu 120 k (88 kW). Tento typ byl označen jako Aero A-134. Trup byl zesílen ocelovými trubkami potažených plátnem.
Celkem 6 typů uváděných motorů (5 hvězdicových a jeden invertní) neznamená, že bylo 6 motorů použito na šesti letounech. Spíše se jednalo o prostou obměnu, jako např. u pětiválců za Walter NZ-60 byl použit Walter Vega, sedmiválce NZ-85 a Venus atp.

## Použití

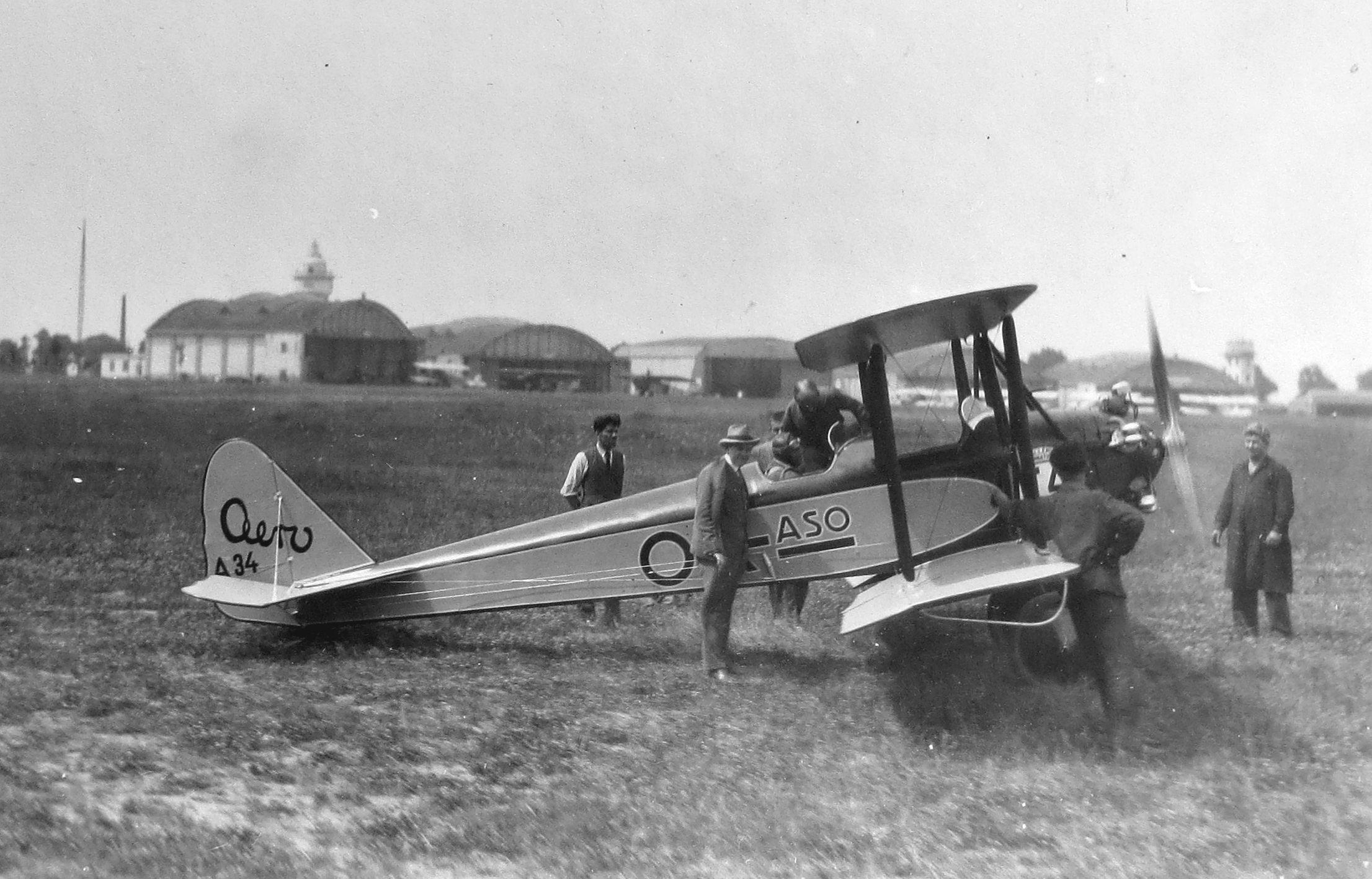
Aero A-34 (OK-ASO) s motorem Vega

Prototyp imatrikulovaný L-BASO (později OK-ASO), pilotovaný Josefem Novákem, se zúčastnil mezinárodní soutěže Challenge International de Tourisme 1929, kterou ale nedokončil po poruše motoru a nouzovém přistání na letišti Orly 8. srpna 1929, již během technických zkoušek před začátkem vlastního závodu,:s.103 takže závod nedokončil.:s.86 Úspěšně však byl letoun A-34 Kos předveden na leteckém dnu Aeroklubu Republiky Československé na svatováclavskou neděli 29. září 1929. Leteckému dni byl přítomen ministr m. s. ing. V. Roubík a úspěšné předvedení "Kosa" šéfpilotem Novákem patřilo k nejlepším atrakcím dne. O rok později vzhledem ke zranění šéfpilota Nováka, jakož i s ohledem na vysoké náklady, továrna Aero s letounem A-34 Kos odřekla účast na Challenge International de Tourisme 1930.

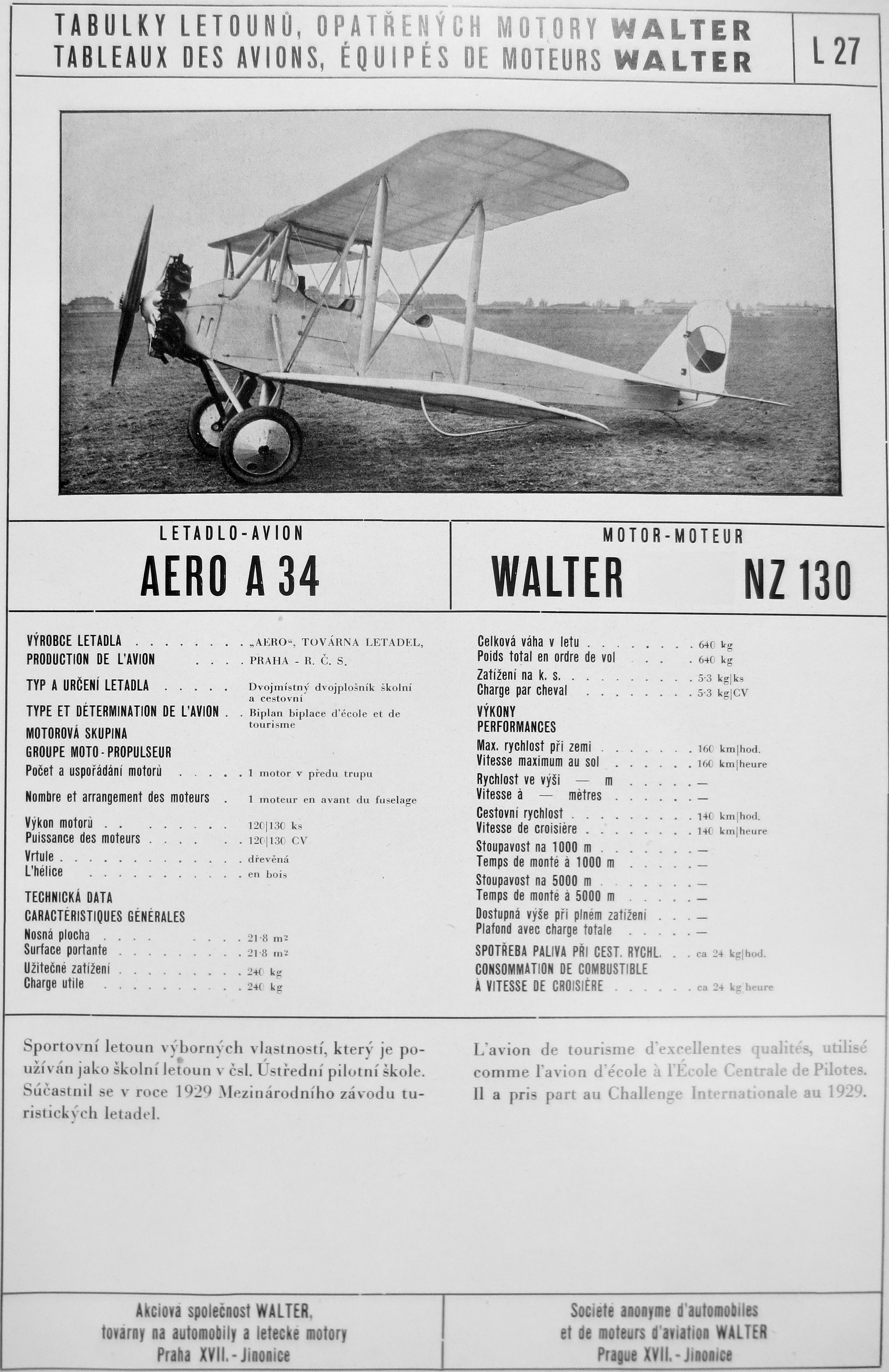
Aero A-34 a Walter NZ-130 (NZ-120 II)

Deset vyrobených sériových kusů bylo užíváno jako sportovní a cvičné stroje v československých aeroklubech, a v omezené míře i vojenským letectvem.:s.86 Počátkem roku 1930 vojenské letectvo převzalo sérii školních elementárních letadel Aero A-34 Kos s motory Walter o výkonu 120 k (NZ-120) a o 60 k (NZ-60) a dále byly dodány 2 tyto stroje s motory Walter o 120 k Ústřední pilotní škole. Podle údajů z Leteckého rejstříku k 30.11.1932 byly uváděny v rejstříku 4 stroje A-34: výr. č. 1. (OK-ATL/ex OK-ASO s motorem Venus, továrna Aero), výr. č. 5. (OK-ASP s motorem NZ-95, Ústřední pilotní škola), výr. č. 6. (OK-ASR s motorem NZ-95, Ústřední pilotní škola) a výr. č. 9. (OK-BSL s motorem Venus, Ministerstvo veřejných prací). Později v období 1934-5 k nim přibyly i výr. č. 2 (OK-IPG), výr. č. 7 (OK-AZH), výr. č. 10 (OK-ULA) a výr. č. 11 (OK-ULB, A-34J). Civilní letecký rejstřík uváděl celkem 10 strojů A-34. Jako poslední byl z leteckého rejstříku vymazán OK-ULB 23. září 1938. Tři vyrobené letouny A-134 létaly s imatrikulacemi OK-ASM (Slovenský aeroklub Bratislava, vyřazen z rejstříku 30. dubna 1938), OK-AVK (Aeroklub Vysokoškolského sportu Praha, vyřazen 20. října 1938) a OK-IPM (Aeroklub RČs. a později Pošumavský aeroklub Klatovy, zrušen po havárii 22. května 1936).
Letouny A-34 a A-134 sloužily spolehlivě v aeroklubech a ústřední pilotní škole téměř až do začátku německé okupace.

## Varianty

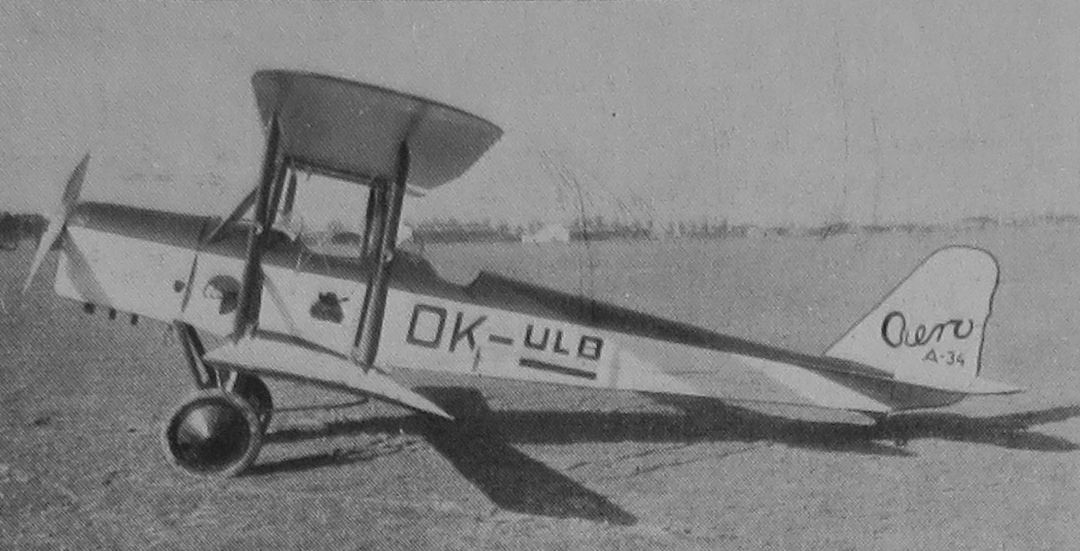
Aero A-34J s motorem Junior

A-34
Základní provedení s hvězdicovým motorem Walter Vega o výkonu 85 k (62 kW). Vyrobeno 6 kusů.:s.86
A-34J
Verze s invertním čtyřválcovým řadovým motorem Walter Junior o výkonu 105 k (77 kW), vzniklá  v počtu 2 kusů (1934-5). Někdy označována jako A-34W.:s.86
A-134
Verze z roku 1934 s kovovou konstrukcí trupu a hvězdicovým motorem Walter Venus o výkonu 110 k (81 kW). Vznikly 3 kusy,:s.86 které létaly s imatrikulacemi OK-ASM, -AVK a -IPM.

## Specifikace

### Technické údaje

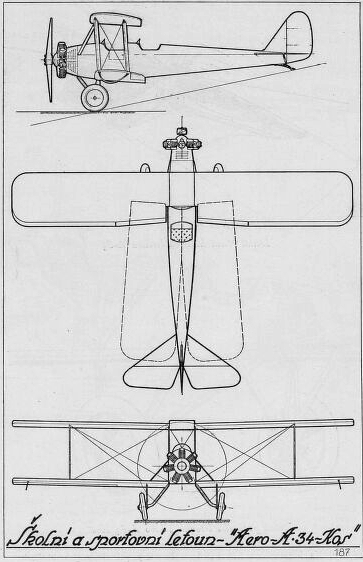
Třípohledový nákres Aera A-34 s hvězdicovým sedmiválcovým motorem

Údaje platí pro A-34 s motorem Walter Vega
- Osádka: 1
- Kapacita: 1 cestující nebo pilotní žák
- Rozpětí: 8,80 m
- Délka: 6,80 m
- Nosná plocha: 21,30 m²
- Prázdná hmotnost: 500 kg
- Vzletová hmotnost: 640 kg
- Pohonná jednotka: 1 × vzduchem chlazený hvězdicový pětiválec Walter Vega
- Výkon pohonné jednotky: 62 kW (85 k)

### Výkony
- Maximální rychlost: 160 km/h
- Cestovní rychlost: 140 km/h
- Dostup: 3 000 m
- Stoupavost: výstup do 1 500 m za 11,8 minut
- Dolet: 320 km